# Миланска катедрала
Миланска катедрала (итал. Duomo di Milano) је катедрала у Милану, Ломбардија, северна Италија. Седиште је миланске архиепископије.
Катедрала је позната широм света по свом значају у промоцији хришћанске вере, по својој улози у заснивању католичке традиције обожавања, и дивној готичкој архитектури.
Грађена од краја 14. до средине 19. века (и, на неки начин, никада завршена, с обзиром да се радови и данас настављају), катедрала у Милану је једна од највећих цркава на свету, друга по величини у Италији (од ње је већа само Базилика Светог Петра у Риму), и друга по величини готичка катедрала на свету, после катедрале у Севиљи, Шпанија.
Унутрашњу висину централног брода катедрале надмашује само катедрала Бове која се налази у Француској.

## Историја
Милански распоред, са улицама које или зраче из Дуома или круже око њега, открива да Дуомо заузима оно што је било централно место у римском Медиолануму, место јавне базилике окренуте према форуму. Прва катедрала, „нова базилика“ (basilica nova) посвећена Светој Текли, завршена је 355. године. Сматра се да, у нешто мањем обиму, дели план савремене цркве недавно поново откривене испод Тауер Хила у Лондону. Суседна базилика је подигнута 836. године. Стара осмоугаона крстионица, Батистеро Палеокристијано, датира из 335. године и још увек се може посетити испод Катедрале. Када је пожар оштетио катедралу и базилику 1075. године, оне су обновљене као Дуомо.

### Изградња почиње
Године 1386, надбискуп Антонио да Салуцо је започео изградњу катедрале. Почетак изградње поклопио се са доласком на власт у Милану надбискуповог рођака Ђана Галеаца Висконтија, а замишљен је као награда племићкој и радничкој класи, која је патила под његовим тиранским Висконтијевим претходником Барнабом. Изградњу катедрале диктирали су и врло специфични политички избори: са новим градилиштем становништво Милана је намеравало да нагласи централно место Милана у очима Ђана Галеаца, проминенцију доведену у питање избором новог господара да борави и одржава свој двор, као његов отац Галеацо II, у Павији, а не у Милану. Пре самог почетка радова срушене су три главне зграде: архијерејска палата, палата Ординари и крстионица Светог Стефана на извору, док је стара црква Св. Марија Мађоре експлоатисана као каменолом. Убрзо се међу становништвом проширио ентузијазам за огромну нову зграду, а проницљиви Ђан Галеацо, заједно са својим рођаком надбискупом, прикупио је велике донације за радове у току. Програм изградње био је стриктно регулисан у оквиру „Фабрика дел Дуомо“, која је имала 300 запослених на челу са првим главним инжењером Симонеом да Орсенигом. Орсениго је првобитно планирао да сагради катедралу од цигле у стилу ломбардске готике.
Висконти је имао амбиције да прати најновије трендове у европској архитектури. Године 1389, именован је француски главни инжењер Никола де Бонавентура, који је цркви додао њену рајонску готику. Галеацо је омогућио Фабрици дел Дуомо ексклузивну употребу мермера из каменолома Кандоља и ослободио га пореза. Десет година касније још један француски архитекта, Жан Мињо, позван је из Париза да процени и побољша обављени посао, пошто је зидарима била потребна нова техничка помоћ да би камење подигли на висину без преседана. Мињо је све до тада обављене послове прогласио као у pericolo di ruina („опасност од пропасти“), јер су били спроведени у sine scienzia („без науке“) моду. У наредним годинама Мињова предвиђања су се показала нетачним, али су подстакла Галеацове инжењере да побољшају своје инструменте и технике. Међутим, односи између Ђана Галеаца и највишег руководства фабрике (које су изабрали грађани Милана) често су били напети: лорд (који је 1395. постао војвода од Милана) намеравао је да преобрази катедралу у династички маузолеј Висконтија, уметањем централног дела катедрале који је погребни споменик његовог оца Галеаца II, и то је наишло на снажно противљење фабрике и Миланаца, који су желели да нагласе своју аутономију. Настао је сукоб који је приморао Ђана Галеаца да одлучи о оснивању новог градилишта намењеног искључиво династији Висконти: Чертоса ди Павија. Радови су се одвијали брзо, а након смрти Ђан Галеаца 1402. године, скоро половина катедрале је била завршена. Изградња је, међутим, скоро потпуно застала све до 1480. године, због недостатка новца и идеја: најзначајнија дела овог периода били су гробови Марка Карелија и папе Мартина V (1424) и прозори апсиде (1470-их), од којих су они сачувани портретишу Светог Јована Еванђелисту, Кристофора де Мотиса, и Светог Елигија и Светог Јована од Дамаска, оба Никола да Варала. Године 1452, под Франческом Сфорцом, брод и бокови су завршени до шестог дела.
Године 1488, Леонардо да Винчи и Донато Браманте креирали су моделе на такмичењу за дизајн централне куполе; Леонардо је касније повукао своју апликацију. Од 1500. до 1510. године, под Лудовиком Сфорцом, завршена је осмоугаона купола, која је у унутрашњости украшена са четири серије од по 15 статуа, које приказују свеце, пророке, сибиле и друге фигуре из Библије. Спољашњост је дуго остала без икаквог украса, осим Guglietto dell'Amadeo („Амадеов мали торањ“), изграђеног 1507–1510. Реч је о ренесансном ремек-делу које се ипак добро ускладило са општим готичким изгледом цркве.

## Архитектура и уметност
Кров је отворен за посете туриста (уз накнаду), што омогућава да се изблиза виде многе изванредне скулптуре које су ту смештене.
Зграда је изграђена од цигала, а фасада јој је покривена белим мермером.
Основа је у облику латинског крста и дели цркву на 5 бродова, који су раздвојени са 40 стубова.
Прво је изграђен источни део са апсидом, који има највише готичких карактеристика. Радови на западној фасдади су започети око 1650, а завршени тек у 19. веку, тако да ова фасада има више класичних него готичких карактеристика.
Изградња куполе почела је крајем 15. века, а завршена је изградњом торња над куполом у 18. веку.

## Мере
- Спољашња дужина: 158 метара
- Унутрашња дужина: 148 метара
- Спољашња ширина: 93 метра
- Унутрашња ширина: 66 метара
- Дужина фасаде на улазу: 67,9 метара
- Унутрашња ширина брода: 16,75 метара
- Унутрашња висина брода: 45 метара
- Висина бродских стубова: 24,5 метара
- Пречник бродских стубова: 3,4 метра
- висина централног дела катедрале: 65,5 метара
- Висина торња: 106,5 метара
- Димензије апсидалних прозора: 20,7 x 8,5 метара
- Скулптура: 3400
- Торњева: 135
- Површина: 11,700
- У катедралу може да стане 40.000 људи.
- Географски положај: 45° 27′ 51″ N 9° 11′ 27″ E / 45.46417° С; 9.19083° И

## Занимљивости
Песма Ђованија Д'анција из 1934. "O mia bela Madonina" о златној статуи Мадоне на торњу је и данас незванична химна Милана, коју певају и навијачи ФК Милан.
Већина људи који говоре миланским дијалектом, због векова који су протекли док је катедрала изграђена, користе израз „градња катедрале“ (итал. Fabbrica del Duomo) кад хоће да окарактеришу неки задатак који је превише сложен, дуго траје или га је немогуће завршити.
Наполеон Бонапарта је крунисан за краља Италије 26. маја 1805. године у овој катедрали.
Око 5 милиона људи посети ову катедралу сваке године. Радним даном Дуомо посети око 10,000 људи, док је викендом посета знатно већа од 20 до 25 хиљада људи.
Према једној студији, бренд града Милана вреди 400 милијарди евра, од чега сам бренд Дуомо вреди 82 милијарде евра.